# C-160
C-160은 프랑스와 독일이 개발한 군용 수송기이다. 프랑스, 독일, 남아프리카공화국의 공군을 위해 개발했다. 현재 개발중인 에어버스 A400M로 교체될 것이다. 미국의 C-130과 소련의 An-12와 동급인 수송기이다.

## 사용국가

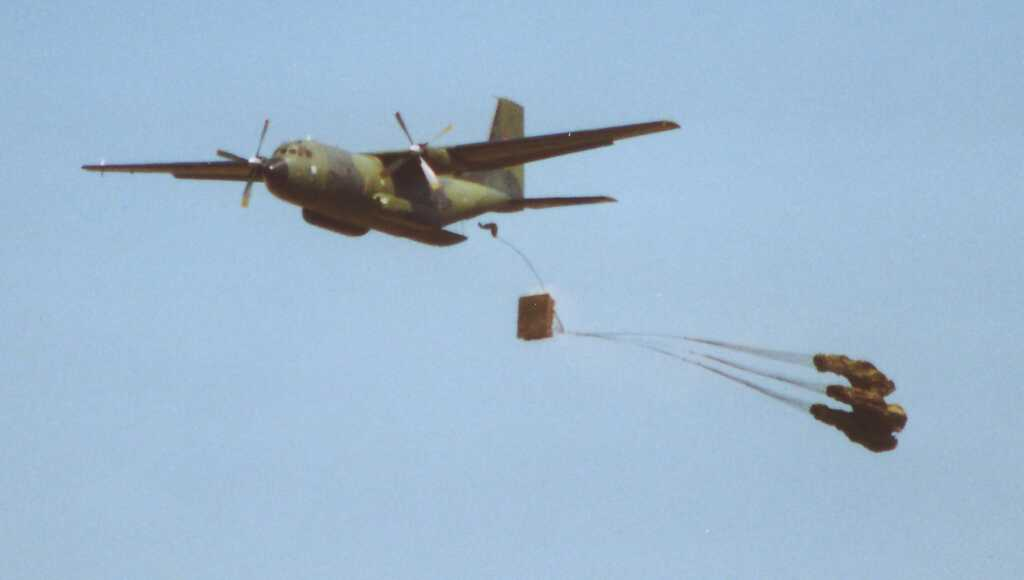
독일 공군 소유의 C-160

### 군용
프랑스
 독일
 남아프리카 공화국
 튀르키예

### 민간용
프랑스
 인도네시아
 스위스

## 제원 (C-160)

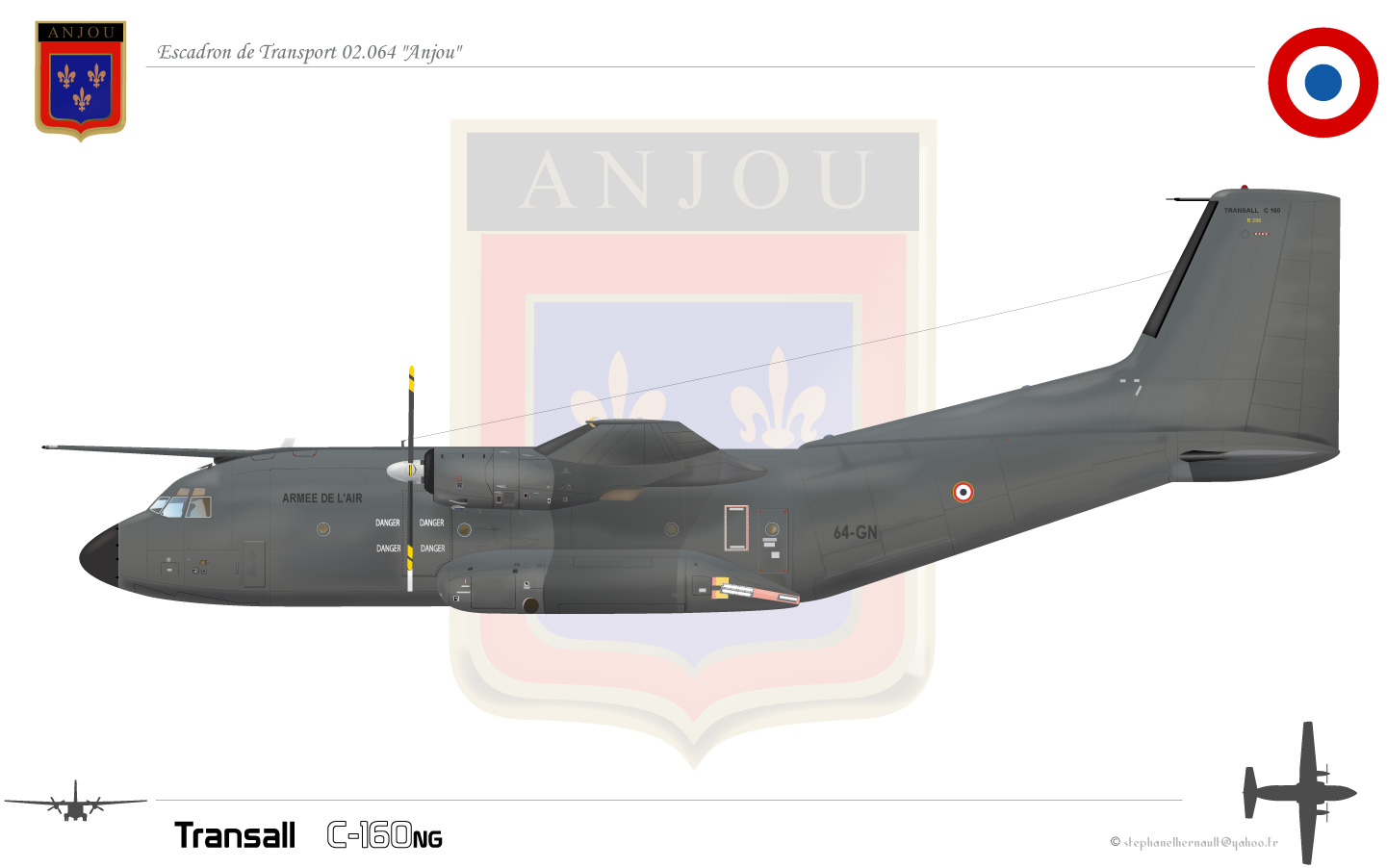
The Transall C160NG, escardon Anjou, French Air Force

정보의 출처: Jane's All The World's Aircraft 1982-83
일반 특성
- 승무원: Three—two pilots, flight engineer
- 용량: 

  - 93 troops or
  - 61–88 paratroops or
  - 62 stretchers
- 화물탑재량: 16,000 kg (35,275 lb)
- 길이: 32.40 m (106 ft 3½ in)
- 날개폭: 40.00 m (131 ft 3 in)
- 높이: 11.65 m (38 ft 2¾ in)
- 날개면적: 160.0 m² (1,722 ft²)
- 공허중량: 29,000 kg (63,935 lb)
- 최대이륙중량: 51,000 kg (112,435 lb)
- 엔진: 2× Rolls-Royce Tyne Rty.20 Mk 22 turboprop, 4,549 kW (6,100 ehp)  각각

성능
- 초과금지속도: 593 km/h (320 knots, 368 mph)
- 최대속도: 513 km/h (277 knots, 319 mph) at 4,875 m (16,000 ft)
- 실속속도: 177 km/h (95 knots, 110 mph) flaps down
- 항속거리: 1,853 km (1,000 nmi, 1,151 mi) with 16,000 kg payload, 30 min reserves
- 최대항속거리: 8,858 km (4,780 nmi, 5,504 mi)
- 상승한도: 8,230 m (27,000 ft)
- 상승률: 6.6 m/s (1,300 ft/min)
- 날개하중: 319 kg/m² (65.3 lb/ft²)
- 출력대중량비: 0.18 kW/kg (0.11 hp/lb)

## 같이 보기
유사 항공기
- An-12
- An-26
- EADS CASA C-295
- Kawasaki C-1
- C-130